# Bailly, Yvelines
Bailly là một xã, nằm ở tỉnh Yvelines trong vùng Île-de-France.
Người dân ở đây trong tiếng Pháp gọi là Baillacois.
Bailly nằm ở đồng bằng Versailles khu vực rìa rừng Marly, cách trung tâm Versailles 8 km đường bộ.
Các xã giáp ranh là: Marly-le-Roi về phía bắc, La Celle-Saint-Cloud về phía đông bắc, Rocquencourt về phía đông, Versailles về phía đông nam, Saint-Cyr-l'École về phía nam, Fontenay-le-Fleury về phía tây nam, Noisy-le-Roi về phía tây và L'Étang-la-Ville về phía tây bắc.

## Biến động dân số
| 1793 | 1800 | 1806 | 1821 | 1831 | 1836 | 1841 | 1846 | 1851 |
| ---- | ---- | ---- | ---- | ---- | ---- | ---- | ---- | ---- |
| 442  | 421  | 449  | 406  | 383  | 404  | 346  | 352  | 384  |

| 1856 | 1861 | 1866 | 1872 | 1876 | 1881 | 1886 | 1891 | 1896 |
| ---- | ---- | ---- | ---- | ---- | ---- | ---- | ---- | ---- |
| 367  | 380  | 381  | 372  | 375  | 383  | 412  | 384  | 367  |

| 1901 | 1906 | 1911 | 1921 | 1926 | 1931 | 1936 | 1946 | 1954 |
| ---- | ---- | ---- | ---- | ---- | ---- | ---- | ---- | ---- |
| 369  | 332  | 356  | 403  | 415  | 478  | 426  | 445  | 635  |

| 1962                                         | 1968  | 1975  | 1982  | 1990  | 1999  | - | - | - |
| -------------------------------------------- | ----- | ----- | ----- | ----- | ----- | - | - | - |
| 655                                          | 1 191 | 1 885 | 3 679 | 4 145 | 4 094 | - | - | - |
| Số liệu kể từ 1962 : dân số không tính trùng |       |       |       |       |       |   |   |   |

## Hành chính

### Les maires de Bailly
| Danh sách các thị trưởng               |           |               |      |         |
| Giai đoạn                              | Giai đoạn | Tên           | Đảng | Tư cách |
| tháng 3 năm 2001                       | 2008      | Claude Jamati |      |         |
| mars 2008                              | 2014      | Claude Jamati |      |         |
| Tất cả các dữ liệu trước đây không rõ. |           |               |      |         |